# Mikey et Nicky
Pour plus de détails, voir Fiche technique et Distribution.
Mikey et Nicky est un film américain réalisé par Elaine May, sorti en 1976.

## Synopsis
Nicky se cache dans un hôtel depuis qu'il a appris que sa tête était mise à prix par un parrain de la mafia. Il appelle à la rescousse son vieil ami Mikey pour le tirer d'affaire.

## Fiche technique
- Titre : Mikey and Nicky
- Réalisation : Elaine May
- Scénario : Elaine May
- Production : Michael Hausman
- Société de production : Paramount Pictures
- Musique : John Strauss
- Photographie : Bernie Abramson et Victor J. Kemper
- Montage : John Carter et Sheldon Kahn (en)
- Pays d'origine : États-Unis
- Format : Couleurs - Mono - 35 mm
- Genre : Drame
- Durée : 119 minutes
- Date de sortie : 21 décembre 1976

## Distribution
- John Cassavetes : Nicky
- Peter Falk : Mikey
- Ned Beatty : Kinney
- Rose Arrick : Annie
- Carol Grace : Nellie
- William Hickey : Sid Fine
- Sanford Meisner : Dave Resnick
- Joyce Van Patten : Jan
- M. Emmet Walsh : le chauffeur de bus

## Sortie vidéo
Le film sort en DVD/Blu-ray le 21 janvier 2020 édité par Potemkine. L'édition contient un entretien de 45 minutes avec Jean-Baptiste Thoret, ainsi qu'un bande-annonce du film.

## Commentaire
- Entre violence et tendresse, Elaine May offre l'exemple d'un des très rares portraits d'hommes réalisés par une femme-cinéaste. Scellés par une amitié indéfectible - authentifiée par le couple fraternel John Cassavetes-Peter Falk -, ces deux malfrats offrent, néanmoins, l'image dérisoire de deux hommes brisés et marginaux, condamnés à une errance fatale, proche de celle de Wanda de Barbara Loden.